# Mihai Bîrzu
Mihai Bîrzu (ur. 26 czerwca 1955, zm. w  1998) – rumuński łucznik, uczestnik Letnich Igrzysk Olimpijskich w Moskwie w 1980.

## Igrzyska olimpijskie
Mihai Bîrzu uczestniczył w debiutanckim występie reprezentacji Rumunii w łucznictwie na Igrzyskach Olimpijskich. Zajął 25. miejsce na 38 startujących zawodników w turnieju indywidualnym mężczyzn.